# Batalla de Bakhamra
La batalla de Bakhamra va tenir lloc el 21 de gener de 763 a Bakhamra (àrab: باخمرى, Bāḥamrà), un lloc de d'Iraq la situació del qual no es pot precisar. El seu nom d'origen arameu vol dir "Magatzems". Masudi l'esmenta com una vila a la frontera entre Babilònia i Aràbia a uns 95 km de Kufa.

## Antecedents
El setembre del 762 va esclatar la revolta alida dirigida per Muhammad al-Nafs al-Zakiyya a Medina contra l'abbàssida Al-Mansur; els rebels van intentar estendre's a Egipte i Síria sense èxit i a Kufa, tradicional ciutat alida, les forces califals vigilaven de prop els esdeveniments. El califa va tallar els subministrament a l'Hedjaz i el cap rebel va quedar aïllat a Medina. Ibrahim ibn Abdallah, germà del cap rebel, va iniciar una revolta a Bàssora que va tenir ampli suport. Però Muhammad fou derrotat per un exèrcit manat per l'hereu Isa ibn Musa (novembre de 762). Ibrahim va avançar cap a Kufa però es va enfrontar a l'exèrcit abbàssida dirigit per Isa ibn Musa, trobant-se a Bakhamra el febrer del 763.

## Batalla
En aquesta batalla es van enfrontar les forces del califa al-Mansur dirigides per Isa ibn Musa i les forces de l'alida Ibrahim ibn Abd-Al·lah, anomenat "L'ànima pura", que va morir en la batalla a causa d'una fletxa.

## Conseqüències
El 764 la pressió de les tropes del Khurasan establertes a l'Iraq, i del mateix califa Al-Mansur, van obligar Issa ibn Mussa a renunciar a la successió i reconèixer Abu-Abd-Al·lah Muhàmmad com a hereu presumpte.